# Reinado Internacional del Café
 (juillet 2016).
Si vous disposez d'ouvrages ou d'articles de référence ou si vous connaissez des sites web de qualité traitant du thème abordé ici, merci de compléter l'article en donnant les références utiles à sa vérifiabilité et en les liant à la section « Notes et références ».
Reinado Internacional del Café est un concours de beauté international qui élit chaque année une jeune femme « Reina Internacional del Café » (Reine internationale du café). Il a été créé en 1957 et se déroule chaque année à Manizales, en Colombie, lors de la Feria de Manizales (es).

## Histoire
Le concours, dont la première édition est en 1957, est initialement célébré tous les deux ans (1957, 1959, 1961, 1963) sous le nom de Reinado Continental del Café. En 1972, afin d'étendre son aura, le concours est renommé en Reinado Internacional del Café, permettant la participation des pays producteurs de café des autres continents. Depuis la première édition, le concours s'est toujours déroulé à Manizales.

## Podium
Le concours de beauté n'est pas célébré en 1958, 1960, 1962, 1964-71, 1977-78, 1980, 1986 et 2021.
| Année | Reine                                             | Vice-reine                                    | 1re Princesse                                        | 2e Princesse                                               | 3e Princesse                                  |
| ----- | ------------------------------------------------- | --------------------------------------------- | ---------------------------------------------------- | ---------------------------------------------------------- | --------------------------------------------- |
| 1957  | Análida Alfaro Estripeau Panama                   | -                                             | -                                                    | -                                                          | -                                             |
| 1959  | Denise Guimarães Prado Brésil                     | Norma Rivas García Honduras                   | Cristina Emilia Álvarez République dominicaine       | -                                                          | -                                             |
| 1961  | Mercedes Elizabeth Carrascosa Von Glehn Brésil    | Martha Ruth Fiorilo Guzmán Bolivie            | Frances Ordóñez Rheinboldt Honduras                  | -                                                          | -                                             |
| 1963  | Ana de Lourdes Zúñiga Soto Honduras               | Bertha Luz Rosell Zapata Pérou                | Blanca Stella Arbeláez Tavares Colombie              | -                                                          | -                                             |
| 1972  | María Stella Volpe Martínez Paraguay              | Ximena Moreno Ochoa Équateur                  | Jeannette Amelia Donzella Sánchez Venezuela          | -                                                          | -                                             |
| 1973  | Alicia Beatriz Daneri Batetta Argentine           | María del Rosario Carranza Ulloa Costa Rica   | Ana María Dibos Silva Pérou                          | -                                                          | -                                             |
| 1974  | Luz María Osorio Fernández Colombie               | Hilda Elvira Carrero García Venezuela         | Vera Soto Jiménez Costa Rica                         | -                                                          | -                                             |
| 1975  | Paulina Murgas Rieder Colombie                    | María Violeta Rentería Chili                  | Susana Beatriz Vire Ferreira Paraguay                | -                                                          | -                                             |
| 1976  | María de los Ángeles González Santiago Porto Rico | Morena Guadalupe Cuadra Mora Nicaragua        | Miguelina Sánchez Rodríguez République dominicaine   | -                                                          | -                                             |
| 1979  | Paulina Leighton Palacios Chili                   | Ana María Ramírez Roa Colombie                | Claudia María Iriarte Guatemala                      | -                                                          | -                                             |
| 1981  | Milagros Germán Olalla République dominicaine     | Ana Patricia Núñez Romero Mexique             | Ligia Iveth Martínez Noack Guatemala                 | -                                                          | -                                             |
| 1982  | Ana Edilma "Eddy" Cano Puerta Colombie            | María Lucila del Rosario Boggiano Lacca Pérou | Ilma Julieta Urrutia Chang Guatemala                 | -                                                          | -                                             |
| 1983  | Karen Patricia Mertens Encina Chili               | Lorena León García Mexique                    | María Mercedes Ramos Peña Colombie                   | -                                                          | -                                             |
| 1984  | June Ollie Thompson Bodden Honduras               | Rosana María Protto Zavala Pérou              | María Eugenia Maldona Vásquez Mexique                | -                                                          | -                                             |
| 1985  | Márcia Giagio Canavezes de Oliveira Brésil        | Patricia Anne-Marie Kuypers Espejo Pérou      | Cilinia Prada Acosta Panama                          | Clara Inés García Perthuz Colombie                         | Maria Sol Corral Zambrano Équateur            |
| 1987  | Mariella Ileana Princic Rinaldi Argentine         | Claudia Pfister Godoy Guatemala               | Lydia Ana Labarca Birke Chili                        | -                                                          | -                                             |
| 1988  | Ana Márcia Marques de Moura Brésil                | Maribel "Bonny" Rey Venezuela                 | Marilú Bustamante Ibarra Pérou                       | Jacqueline Soñé Alfonseca République dominicaine           | Mónica Liliana Carrascal Pacheco Colombie     |
| 1989  | Luana Freer Bustamante Costa Rica                 | Nuria María Puig Raygata Pérou                | Rosa Elena Villanueva Monegra République dominicaine | Gisel Silva Sienra Uruguay                                 | Carmiña Cerdán Suárez Colombie                |
| 1990  | Daniela Yolanda Thieme Magnasco Chili             | Julieta Posla Fuentes Costa Rica              | Ángela María Rivero Restrepo Colombie                | Elba Morales Borges Porto Rico                             | Emiliana Rodríguez Leitacón Paraguay          |
| 1991  | Viviana Muñoz Fernández Costa Rica                | Olga Isabel Ceballos Maya Colombie            | Vanessa Mirna Razzore Oyola Argentine                | Ana Isabel Cayarga de la Hoz Guatemala                     | Brenda Hamor États-Unis                       |
| 1992  | Margaret Nicole Geymonat Shaffner Uruguay         | Yumi Kuwano Japon                             | Carmen Beliza Martínez Ebrat Colombie                | Silke Julieta Schilling Perdomo Guatemala                  | Shauna Lyn Searles Grant États-Unis           |
| 1993  | Sabina Arenas Zuluaga Colombie                    | Juliandra Cox Heyd États-Unis                 | Claudia Bastón Mosquera Argentine                    | Cristiane Xavier Nunes Brésil                              | Patricia Campos Hernández Mexique             |
| 1994  | Brenda Esther Robles Cortés Porto Rico            | Márcia Suzana Castro Oliveira Portugal        | Carmen Elena "Kalena" Díaz Molina Venezuela          | Beatriz Eugenia Henríquez Pinto Salvador                   | Vanessa de Souza Gurgel Brésil                |
| 1995  | Regilaine Bittencourt de Miranda Brésil           | Carmen Milena Mayorga Salvador                | Yoseany Miglenis Finol Leidenz Venezuela             | Desirée Louny Lowry Rodríguez Porto Rico                   | Vielka Valenzuela Lama République dominicaine |
| 1996  | Cándida Lara Betances République dominicaine      | Karla Koning Brésil                           | Patsy Janet Álvarez Pérez Colombie                   | -                                                          | -                                             |
| 1997  | Mónica Chacón de Vettori Pérou                    | Marena Josefina Bencomo Jiménez Venezuela     | Gladys Buitrago Caicedo Colombie                     | Rebeca Escalante Trejos Costa Rica                         | Alexandra Ochoa Hincapié Aruba                |
| 1998  | Jairam Caric Navas Domínguez Venezuela            | Ana Belén Ugena Espagne                       | María Luisa Ureña Salazar Costa Rica                 | -                                                          | -                                             |
| 1999  | Daira del Carmen Lambis de Ávila Venezuela        | Charlotty Veras García République dominicaine | Carolina Arredondo Chili                             | -                                                          | -                                             |
| 2000  | Cristine de Meserville Ferreto Costa Rica         | Marianela Salazar Guillén Panama              | Renata Piotrowska Pologne                            | -                                                          | -                                             |
| 2001  | Francine Eickemberg Brésil                        | Eva Ruiz Torres Mexique                       | Yolanda Mencia García Espagne                        | Magdalena Szarek Pologne                                   | Daniela Alejandra Stucan Figliomera Argentine |
| 2002  | Katharina Berndt Allemagne                        | Claudia Andrea Arano Antelo Bolivie           | Aura Consuelo Zambrano Venezuela                     | Johanna Cure Lemus Colombie                                | Gamalis Fermín Cotto Porto Rico               |
| 2003  | Raquel María da Silva Pinto Loureiro Portugal     | Priscila Rosa dos Santos Brésil               | Carolina Miranda Panama                              | Carol M. Arciniegas République dominicaine                 | Lidia Sánchez Zaforas Espagne                 |
| 2004  | Daniela Scholz Allemagne                          | Silvia Oliveira Dias Portugal                 | Silvana Santaella Arellano Venezuela                 | Laura García Alba Espagne                                  | Melissa del Carmen Piedrahita Meléndez Panama |
| 2005  | Aránzazu Amoedo Testa Espagne                     | Yadira Geara Cury République dominicaine      | Christiana Marzek Canada                             | Célia Renata da Silva Brésil                               | Karina Carvalho Bedoya Colombie               |
| 2006  | Alice Panikian Canada                             | Evangelina María García Argentine             | Liliana Campa Moerbeeck Venezuela                    | Rocío Guerrero Bobadilla Espagne                           | María Leonor Duque Trujillo Colombie          |
| 2007  | Fabriella María Quesada Sequeira Costa Rica       | Tania Ladeiro García Espagne                  | Yasmina Román Hernández Honduras                     | Monserrat María Montagut Enciso Mexique                    | Diana Carolina Orjuela Castaño Colombie       |
| 2008  | Jessica Anne Jordán Burton Bolivie                | Camila Fernández Carvalho Uruguay             | Mónica Suset Besereni Hadad Venezuela                | Claudia Mabel Peña Gómez République dominicaine            | Ginelle Aimeé Saldaña González Panama         |
| 2009  | Alejandra Mesa Estrada Colombie                   | Ana Montabés Martínez Espagne                 | Natasha Alexandra Domínguez Boscán Venezuela         | Victoria de Jesús Fernández Tavárez République dominicaine | Anelize Garcia Brésil                         |
| 2010  | Mariana Notarangelo de Fonseca Brésil             | Iwona Wyrzykowka Pologne                      | Flavia Fernanda Foianini Arzabe Bolivie              | Audris Rijo Gómez République dominicaine                   | Ana Elizabeth Mosquera Gómez Venezuela        |
| 2011  | Sofinel Báez Santos République dominicaine        | Ángela Julieta Ruiz Pérez Venezuela           | Jenny Marcela Arias Villada Colombie                 | Ana Isabel Miranda Socorro Espagne                         | María Teresa Roca Córdova Bolivie             |
| 2012  | Ximena Vargas Parada Bolivie                      | Yoselín Rincón Castillo Colombie              | Laskary Andaly Metal Bitticaca Indonésie             | Gabriella Ferrari Peirano Venezuela                        | Aline Sales Dos Reis Brésil                   |
| 2013  | Ivanna Mariam Vale Colman Venezuela               | Claudy Jessy Blandon Romaña Colombie          | Melody Mir Jimenez République dominicaine            | Larissa Anna María Leeuwe Aruba                            | Jennifer Giselle Valle Morel Honduras         |
| 2014  | Priscila Medeiros Durand Brésil                   | Estefania Muñoz Jaramillo Colombie            | María de los Remedios Gómez Benítez Espagne          | Noelia Faviola Díaz Rodríquez Paraguay                     | Antonella Rodríguez González Uruguay          |
| 2015  | Yuri Uchida Japon                                 | Márcia Assunção Portugal                      | Yulibeth Angarita Serrano Venezuela                  | Vitória Bisognin Brésil                                    | Yvanne Baptiste Haïti                         |
| 2016  | Maydeliana Liyimar Díaz Parada Venezuela          | Júlia do Vale Horta Brésil                    | Laura Margarita Prada Anaya Colombie                 | María José García Breva Espagne                            | Jeslie Mergal États-Unis                      |
| 2017  | Marilú Acevedo Mexique                            | Kerelyne Webster Honduras                     | Sara Croce Italie                                    | Francielly Ouriques Brésil                                 | Ana Cristina Díaz Venezuela                   |
| 2018  | Carmen Serrano Porras Espagne                     | Marta Magdalena Stepien Canada                | Yanett Díaz Venezuela                                | Norma Díaz Panama                                          | Chelsey García Porto Rico                     |
| 2019  | Scarlet Sánchez Colombie                          | Yesenia Barrientos Bolivie                    | Yu Harada Japon                                      | María Sofía Contreras Venezuela                            | Innessa Pontes Brésil                         |
| 2020  | Iris Guerra Salvador                              | Laura Mojica Mexique                          | Natalia Pigula Pologne                               | Alessandra Sánchez Cardola Venezuela                       | Ana Grisell Romero Honduras                   |
| 2022  | Ismelys Velásquez Venezuela                       | Maria Eduarda Valotto Brésil                  | Mariana Loaiza Colombie                              | Luciana Martínez Salvador                                  | Rebecca Stoughton États-Unis                  |

## Français Performance

### French Queen of Coffee
| Année | Représentant       | Région             | Commune    | Âge | Hauteur | Placement    |
| ----- | ------------------ | ------------------ | ---------- | --- | ------- | ------------ |
| 1988  | Christel Menudier  | Occitanie          | Nîmes      | 19  | 1.75    |              |
| 2023  | Valentine Le Corre | Bretagne           | Port-Louis | 21  | 1.68    |              |
| 2024  | Manuella Parent    | Hauts-de-France    | Lille      | 22  | 1.64    | 1re dauphine |
| 2025  | Ilona Muñoz        | Nouvelle-Aquitaine | Bordeaux   | 23  | 1.63    |              |